# Waropen
Waropen is een regentschap en etnische groep in het oosten van de Geelvinkbaai, in de provincie Papoea in Indonesië.

## Geografische situatie
Het gebied dat Waropen wordt genoemd bevindt zich langs de oostkust van de Geelvinkbaai ruwweg tussen de eilanden Nau en Kurudu. Het gebied is van oudsher in tweeën te verdelen, namelijk in Beneden-Waropen, dat tussen het eiland Nau en het dorp Koweda is te vinden, en Boven-Waropen dat tussen Koweda en het eiland Kurudu in ligt.
De Waropenkust kenmerkt zich door een ongeveer 15 kilometer brede strook mangrovemoeras, aan de noordkant begrensd door de zeer ondiepe zee, aan de zuidkant omgeven door primair regenwoud. Dit gehele gebied loopt qua hoogte licht af naar de zeezijde en wordt doorklieft door vele kleinere en grotere modderige rivieren. Het is langs deze rivieren dat zich de traditionele dorpen bevinden.

## Etnische situatie
Het gebied van Beneden-Waropen wordt bewoond door de Waropen, een etnische groep van ongeveer 10.000 zogenaamde Kustpapoea's, die tot voor kort leefden van jacht, visvangst en tuinbouw. De kustpapoea's zijn bevolkingsgroepen die zich in de loop der eeuwen hebben vermengd met niet-papoease Austronesische groepen. Waropen hebben vaak contact gezocht met andere groepen kustpapoea's in de baai, met wie zij handel dreven, bruiden uitwisselden, oorlog voerden en van wie zij slaven roofden. Naar eigen zeggen hebben de Waropen weinig contact met de zogenaamde binnenlandpapoea's, die leven in het achterland en in Boven-Waropen. Hier vindt men etnische groepen als de Bauzi, Demba, Sauri-Sirami, Kofei en andere.
De Waropen hebben hun paalwoningen altijd gebouwd aan riviermondingen om diverse redenen. Ten eerste is het een veilige plaats omdat je je vijanden kunt zien aankomen. Ten tweede heeft men om hygiënische redenen graag huizen boven stromend water zodat het water het huisvuil wegvoert van de woningen. Ten derde ligt een huis aan de rivier strategisch tussen de wateren waar de mannen vissen, en het land achter het mangrovebos waar de vrouwen in de tuinen werken.
Waropeners kenmerken zich door hun artistieke houtsnijwerk waarmee men prauwen, gebruiksvoorwerpen en ook wel huizen placht te bewerken. De Waropen hebben dan ook veel kennis van diverse houtsoorten. De kunst van het ijzersmeden kent men niet, ijzeren voorwerpen worden betrokken van rondtrekkende Biakkers.
Huizen zijn van hout en traditioneel gebouwd op palen in het water. De daken worden gemaakt van bladeren. Een Waropenhuis heeft een grote centrale ruimte van voor naar achteren met aan weerszijden 2x2 of 2x3 kamers. Meestal bewoont één gezin een kamer. De keuken is achter het huis, vaak is er voor het huis een galerij. Vervoer vindt veelal over water plaats, met behulp van prauwen.
Prauwen worden gehouwen uit boomstammen, en er zijn verschillende soorten: 1. prauwen zonder uitleggers, deze zijn geschikt om door kleine riviertjes onder de bomen te peddelen, 2. prauwen met uitleggers, deze worden gebruikt om op zee te varen en tegenwoordig zit er vaak een buitenboordmotor achter. 3. speciale grote, versierde prauwen die worden gebruikt voor oorlogvoering, grote feesten, wedstrijden en handelstochten.

## Demografische situatie
In Beneden-Waropen vonden we ongeveer 50 jaar geleden van west naar oost de volgende dorpen: Waren, Sanggei, Paradoi, Mambui, Nubuai, Woinui, Risei-Sayati en Wonti. Waren bestaat nog, de dorpen Sanggei, Paradoi, Mambui, Nubuai en Woinui zijn samengevoegd en verplaatst naar het nieuwe Urei-Faisei dat een kilometer of 12 ten oosten van Waren aan de kust ligt. Van het dorp Risei-Sayati zijn een aantal clans verhuisd naar het binnenland, naar de nieuw gestichte dorpen Bokadaro en Odase. De bewoners van Wonti zijn samengevoegd met de Demba en bewonen nu de dorpen Demba en Koweda. Het dorp Wonti bestaat niet meer hoewel het nog op veel kaarten voorkomt.
Ieder dorp kent 4 of 5 "clangroepen", die vaak bij elkaar op een bepaalde plaats in het dorp wonen. Een clangroep bestaat uit 5 tot 12 clans waarvan de leden dezelfde achternaam delen. Ieder dorp heeft een dorpshoofd en een dorpsraad die op traditionele manier recht spreekt in conflictsituaties. In deze dorpsraad zijn alle "clangroepen" vertegenwoordigd.
In het achterland van Waropen zijn transmigrantendorpen gesticht alwaar Javaanse transmigranten wonen en landbouw plegen. Inmiddels hebben de transmigranten voor hun producten een afzetmarkt kunnen vinden in Urei-Faisei waar een dagelijkse markt wordt georganiseerd. Het openbaar vervoer naar de districtshoofdstad Serui dat een groter logistiek centrum vormt is tegenwoordig beter geregeld.
In ieder dorp is een lagere school, vaak is er ook een mantri (paramedicus). Door gebrek aan voortgezet onderwijs is er een exodus op gang gekomen van jongeren die naar de steden trekken om een opleiding te volgen. Daardoor vindt in de dorpen in toenemende mate vergrijzing plaats.

## Economische situatie
Tegenwoordig zijn veel Waropeners in dienst van de lokale overheid. Sommigen werken voor de dorpscoöperatie, of voor een houtkaponderneming. Er wordt cacao verbouwd en op beperkte schaal vindt veeteelt plaats. Visserij dient slechts de eigen behoefte. De meeste gezinnen hebben een eigen tuin waarin zij sago en knol- en andere gewassen verbouwen zodat ze in hun eigen onderhoud kunnen voorzien. De geldeconomie heeft nog niet overal opgeld gedaan, vaak vindt nog ruilhandel plaats. Het schoolgeld wordt soms nog in natura voldaan.

## Religie
De overgrote meerderheid van de Waropen is lid van de Protestants Christelijke Kerk van Indonesië. Recent hebben de genootschappen van de zevendedagsadventisten en de pinksterbeweging meer aanhangers gekregen. Er is een Bijbelschool nabij Urei-Faisei, gesticht door Amerikaanse zendelingen. In Boven-Waropen is een Zwitsers zendingsgenootschap actief.
In vrijwel ieder dorp is er een kerk. In Urei-Faisei bevindt zich ook een islamitische gebedsplaats.

## Taal
In Beneden-Waropen wordt de Austronesische taal Waropen gesproken, door de kinderen wordt meestal Maleis gesproken. Het Waropen wordt ook gesproken in een drietal dorpen die buiten het Waropengebied liggen, namelijk in Napan-Weinami en Makimi die ongeveer 45 kilometer ten noordoosten van de plaats Nabire liggen, en in Ambumi dat in de Wandamenbaai ligt. In Boven-Waropen worden verscheidene papoeatalen, waaronder het Bauzi gesproken. De taalkundige situatie is daar niet zo bekend.